# Orangerie (Schwetzingen)

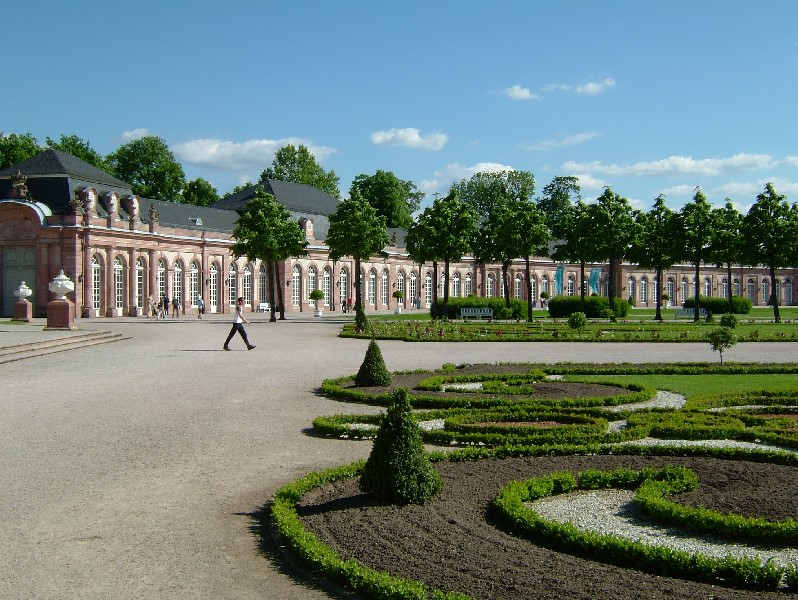
Blick auf das südliche Zirkelhaus der ehemaligen Schwetzinger Orangerie

Die Schwetzinger Orangerie ist ein Teil des Gartens des Schwetzinger Schlosses. Mit ihrer Anlage und dem Bau der dazugehörigen Gebäude wurde 1718 unter dem pfälzischen Kurfürsten Karl Philipp begonnen. Dessen Nachfolger Karl Theodor ließ die Arbeiten weiter fortführen und brachte das Projekt zum Abschluss.

## Die alte Orangerie

Plan zur Grundstücksenteignung von 1748 bis 1760, Bildmitte alte Orangerie

Zu Beginn des 18. Jahrhunderts konnte der Bedarf an Räumlichkeiten für höfische Festivitäten in Schwetzingen nicht annähernd gedeckt werden. Eine Orangerie mit großem Festsaal sollte hier Abhilfe schaffen. So hatte es jedenfalls Kurfürst Karl Philipp entschieden, der 1716 die Nachfolge des überwiegend in Düsseldorf residierenden Kurfürsten Johann Wilhelm angetreten hatte.
Als das Orangeriegebäude 1718 begonnen wurde, war seine gut zehn Jahre dauernde Bauzeit nicht vorhersehbar. Fehlende Mittel verzögerten den Baufortschritt. Erst im Jahre 1722 war das Gebäude im Rohbau fertiggestellt. Der große Saal des Mitteltraktes nahm die ganze Tiefe des Gebäudes ein. Die Kreissegmente der beiden Flügel und deren Eckpavillons schlossen die Anlage zum Garten hin ab. Nach Westen begrenzten zwei kleine Vorbauten den Mittelsaal. Dazwischen lag eine Terrasse, von der man über wenige Stufen in den tiefer liegenden Außenbereich gelangen konnte. Ein Altan, der zum Garten hin vorsprang, lag über dem Hauptsaal. Die Außenhaut des Gebäudes war den Aufzeichnungen nach mit Hausteinlisenen gegliedert, ansonsten aber verputzt. Die Räume waren mit Stuckdecken und holländischen Fliesen ausgestattet. Alle Räume konnten beheizt werden. Als Architekt wird der seit 1719 angestellte Alessandro Galli da Bibiena genannt.
Das Orangeriehaus wurde 1728 fertiggestellt. Schäden, die schon während der Bauzeit aufgetreten waren, wurden nur provisorisch beseitigt, so dass der Verfall des Gebäudes vorbestimmt schien. Kurfürst Karl Theodor, der 1742 die Nachfolge Karl Philipps angetreten hatte, gestattete schließlich einen teilweisen Abbruch der alten Orangerie, um neue Gartenpläne realisieren zu können, die mit dem Bau des nördlichen Zirkelhauses als Orangerie im Jahre 1748 ihren Anfang nahmen. Nach der Fertigstellung des südlichen Zirkelhauses im Jahre 1755 wurde die Anlage der alten Orangerie dann endgültig beseitigt.
Es muss eine umfangreiche Sammlung von Zitronen- und Orangenbäumen gegeben haben, wurden doch 1681 aus Mannheim und 1724 aus Düsseldorf jeweils eine große Anzahl überstellt. Detaillierte Aufzeichnungen gibt es zur Umsetzung der Düsseldorfer Orangerie nach Schwetzingen. Danach wurden 447 Orangenbäume und 313 andere Kübelpflanzen per Schiff auf dem Rhein bis Ketsch transportiert, was Kosten von 750 Gulden verursachte. Nach dem Tode des Schwetzinger Oberhofgärtners Johann Betting 1747 erhielt Jean Baptiste Mourian seine Stelle. Am 20. Juni 1747 listete Mourian die Schwetzinger Bestände auf.

## Die Zirkelhäuser

Vogelperspektive von geplantem Schloss und Zirkelhäusern

Mit dem Bau des nördlichen Zirkelhauses nach Plänen da Bibienas wurde im Jahre 1748 begonnen. Guillaume d’Hauberat, im selben Jahr Nachfolger Bibienas, führte die Arbeiten mit seinem Baumeister Franz Wilhelm Rabaliatti zügig weiter, so dass der Bau im Frühjahr 1750 bereits vollendet war. Wichtig für den Betrieb als Orangerie waren die Heizung und Schattiermöglichkeiten. So wurden 15 eiserne Öfen und geölte Papierfenster als Sonnenschutz besorgt.
Während die Lage des ersten Orangerieflügels eine künftige Ausdehnung des neuen Schwetzinger Lustgartens ermöglichte, war die Platzierung des zweiten Orangerieflügels von der Lage und Ausdehnung eines projektierten Schlossneubaus abhängig. Als dieses Vorhaben aufgegeben wurde, kamen der seit 1752 in Schwetzingen tätige Hofgärtner Johann Ludwig Petri und Rabaliatti überein, den zweiten Orangeriebau südlich des Schlosses symmetrisch zum ersten anzuordnen.

Ausführungsplan für das südliche Zirkelhaus

Da die Fensterfront der Hauptfassade nach Nordwesten ausgerichtet werden musste, versah man zur besseren Raumbelichtung die Rückwand mit einigen Fenstern. Im Gegensatz zum nördlichen Zirkelbau, dessen Räumlichkeiten überwiegend der Überwinterung der Kübelpflanzen dienten und somit einfach ausgestattet waren, wurden im südlichen Zirkel bis 1755 zwei reich ausgeschmückte Festsäle eingerichtet.
Über den Pflanzenbestand wurde am 27. November 1756 vermerkt, dass die Orangerie vermindert werden musste, da großer Überfluss an Bäumen bestand. Die Bestände von Granatapfel- und Lorbeerbäumen sowie Oleanderpflanzen wurde stark reduziert.
Waren die Zirkelhäuser zunächst der Orangerie, dem Theatermagazin und der Hofgesellschaft vorbehalten, änderte sich die Nutzung schon zu Beginn der großherzoglich badischen Zeit. So wurde 1816 das nördliche Zirkelhaus als Reitschule genutzt. Während des Krieges 1870/71 dienten beide Zirkelhäuser als Reservelazarett für deutsche und französische Kriegsverwundete. Später richtete die jüdische Gemeinde im nördlichen Zirkelhaus eine Synagoge ein. Nach dem Zweiten Weltkrieg erfolgte im Zuge von Sanierungsmaßnahmen eine Nutzung der Zirkelhäuser als Veranstaltungsräume.

## Die neue Orangerie

Entwurf zum Schlossgarten mit Jagdpark von Nicolas de Pigage 1762; neue Orangerie und Orangerieplatz am rechten Rand

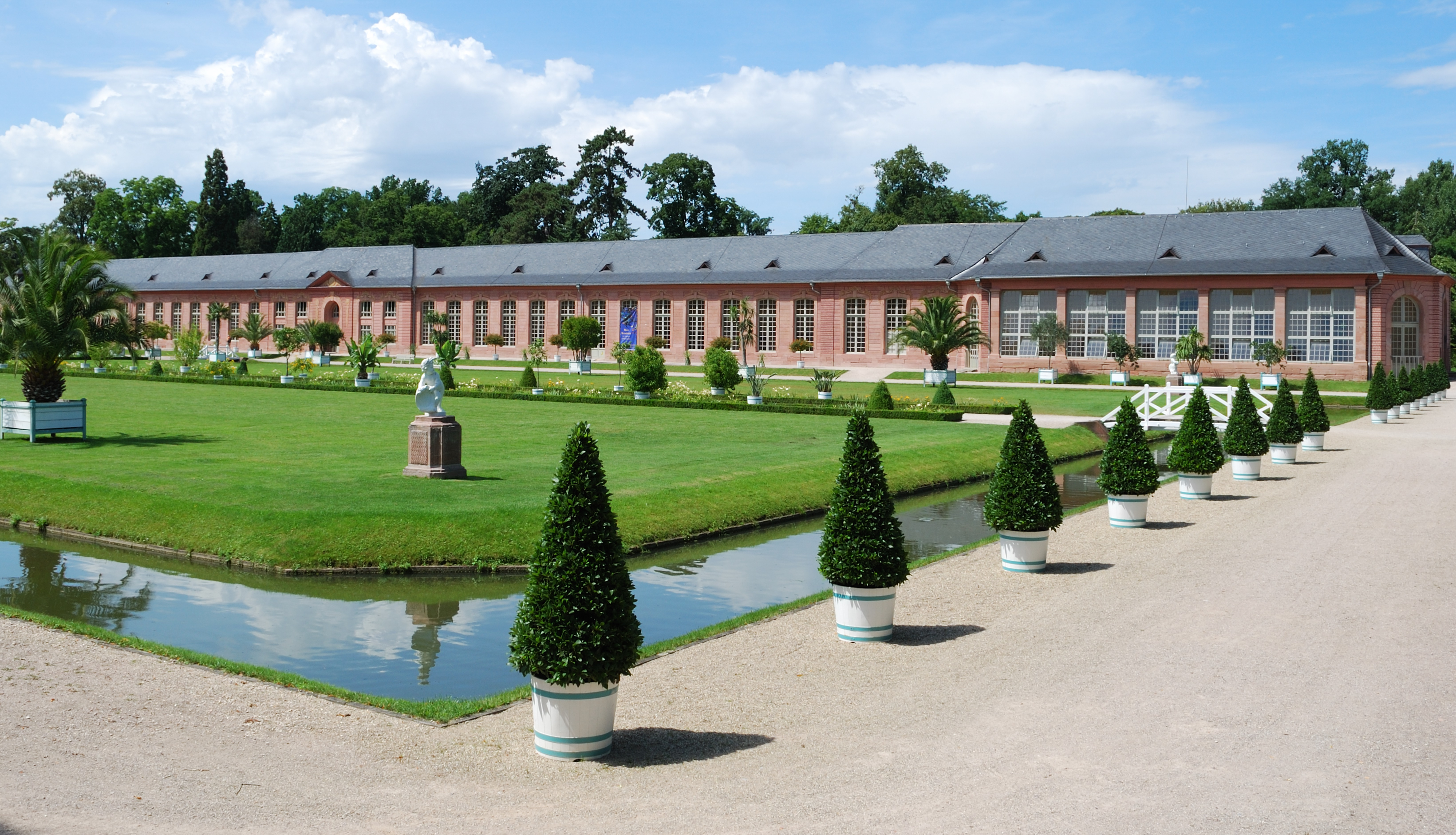
Die heutige Orangerie

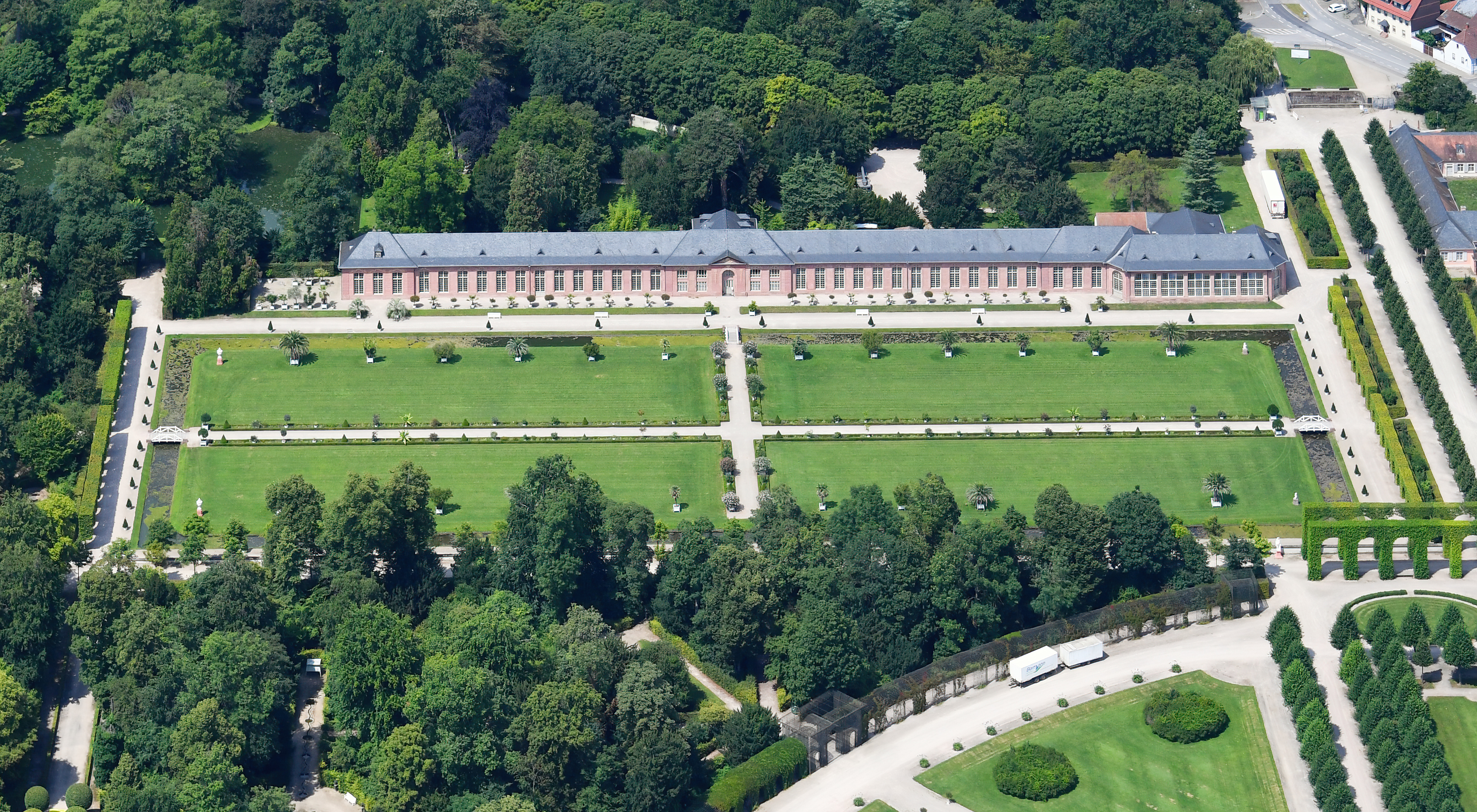
Die neue Orangerie und der Orangeriegarten von Süden aus der Luft gesehen

Aufgrund erhöhten Bedarfs an Überwinterungsräumen und Stellplätzen für Kübelpflanzen zu deren sommerlichen Präsentation gab Kurfürst Carl Theodor im Jahre 1761 seinem Oberbaudirektor Nicolas de Pigage den Auftrag zur Planung und zum Bau eines weiteren Orangeriegebäudes. Zwei Glashäuser sollten mit diesem kombiniert werden. Bereits im Winter 1762/63 wurde die Orangerie in Betrieb genommen. Im Frühjahr 1762 wurde der Bau des zur Bevorratung von Regenwasser gedachten Kanals vollendet, dessen letzte Brücken erst im Jahr 1776 fertiggestellt wurden. 1777 wurde der Orangeriegarten mit Steinvasen von Johann Matthäus van den Branden ausgeschmückt. Die Fertigstellung des östlichen Glashauses lässt sich auf 1770 datieren, während die Errichtung des westseitigen Glashauses aufgrund mangelnder Mittel nicht zur Ausführung kam.
Das als reiner Zweckbau konzipierte Gebäude ist mit seiner fast raumhohen Fensterfront nach Süden ausgerichtet, was die Belichtung der Räume und die Aufnahme der Sonnenwärme optimal begünstigt. Holzklappläden dienten als Kälteschutz und zur optionalen Beschattung. Beheizung und Fenster für die Querlüftung waren an der Rückwand vorgesehen. West- und Ostflügel dienten der Überwinterung der Gewächse, während der Mittelbau der Aufzucht und Kultur von jungen Zitruspflanzen diente.
Die Inbetriebnahme der neuen Orangerie hatte auch eine Neuordnung sämtlicher kurfürstlicher Orangerien zur Folge. So wurden 1762 die besten Bestände der Mannheimer Orangerie nach Schloss Benrath geschafft, die schlechteren nach Schwetzingen, um sie von hier aus zu veräußern. Schließlich wurden 1774 sämtliche Orangeriekübel von Düsseldorf per Schiff nach Ketsch und von dort nach Schwetzingen transportiert. 1792 wurde Friedrich Ludwig Sckell zum Hofgärtner ernannt und mit der Betreuung der Schwetzinger Orangerie beauftragt.
Für das Jahr 1795 wurden noch 1050 Kübelpflanzen aufgeführt. Der personelle und zeitliche Betriebsaufwand wurde wie folgt beschrieben: Für das Verpflanzen von jährlich 140 bis 150 Bäumen acht Mann über vier bis sechs Wochen. Um die Pflanzen an einem Tag zu begießen, waren 24 Mann erforderlich. Zwei Gärtner waren ständig mit Beschneiden und Säubern der Pflanzen beschäftigt. Das Aus- und Einräumen der Kübelpflanzen dauerte jeweils fünf Tage, wobei 36 Mann und zwölf Pferde im Einsatz waren. Das Anbinden, Anordnen und Ausrichten der Kübelpflanzen bedeutete für sechs Mann zehn Tage Arbeit. Die Kürzungen des Gartenetats im Jahre 1800 hatten auch Einsparungen beim Orangeriebetrieb zur Folge. Der Bestand wurde auf 600 Pflanzen reduziert, kurze Zeit später auf die schönsten und besten Bäume beschränkt, und schließlich ging es nur noch um eine gefällige Besetzung des Orangerieplatzes.

Orangerie und Orangerieplatz

Um 1820 beschrieb Johann Michael Zeyher den Orangerieplatz. Demnach standen dort 630 Orangen-, Lorbeer-, Granatapfelbäume sowie Myrtensträucher und einige Bäume anderer Arten. Die mit einem „f“ gekennzeichneten Vierecke (siehe Bild links) wurden mit Stauden und einjährigen Zierpflanzen bestellt. Der den Orangerieplatz einfassende Kanal wurde mit Wasserpflanzen versehen und diente neben der Nutzung als Regenwasserreservoir auch zum Schutz vor Diebstahl. Im Jahr 1762 wurde hier auch eine kleine hölzerne Sternwarte zur Beobachtung des Sonnendurchgangs des Merkur errichtet.
Um 1900 sind Umnutzungen und damit verbundene räumliche Veränderungen des Orangeriegebäudes, aber auch seines Umfeldes zu beobachten. So wurde im Mittelbau eine Garten- und Kochschule für junge Mädchen eingerichtet, welche nach dem Ersten Weltkrieg wieder aufgelöst wurde. Die ebenfalls Anfang des 20. Jahrhunderts errichteten Behelfsbauten der Schlossgärtnerei hielten sich bis 1975. Sie erwiesen sich ebenso als Fremdkörper in einer sonst homogenen Gartenlandschaft wie der zur gärtnerischen Anzuchtfläche abgewertete Orangeriegarten. Erst ein Gärtnereineubau in der Südostecke des Schwetzinger Gartens ermöglichte die Wiederherstellung der Platzsituation in der Grundstruktur von 1767.
Nur wenige alte Granatapfelbäume, Lorbeerbäume und Palmen überlebten weitgehend schutzlos die Frostnächte im Februar 1945, nachdem infolge von Kriegseinwirkungen Teile des Daches und die Fenster des östlichen Orangerieflügels zerstört worden waren. Die jahrzehntelange Vernachlässigung und Fehlnutzung des Orangeriegebäudes als Werkstatt, Maschinenhalle und Lagerhaus machte seine umfassende Sanierung unaufschiebbar. Nachdem 1996 alle hier untergebrachten Betriebseinrichtungen in das neue Werkstattgebäude auf dem Gärtnereigelände umgesetzt worden waren, konnte gezielt an der künftigen Nutzung und Ausstattung gearbeitet werden. Dabei wurde auf größtmögliche Schonung der Originalsubstanz geachtet. So blieb – im Sinne historischer Vorgaben – im Ostflügel der Orangerie und im dort angebauten Glashaus Platz für die Überwinterung des recht beachtlichen Bestandes an Kübelpflanzen. Im Westflügel wurden dagegen die originalen Gartenfiguren witterungsgeschützt zu einem Lapidarium aufgestellt.